# Ab Imperio
Ab Imperio — міжнародний науковий журнал присвячений дослідженню націоналізму, колоніалізму та нової імперської історії. 
Часопис заснований в 2000 році в Нью-Йорку та Казані. До редакційної колегії журналу входять відомі науковці Сеймур Беккер, Марк фон Гаґен, Ярослав Грицак, Андреас Каппелер та інші. Журнал також організовує конференції, видає книжкові серії та проводить науково-дослідницькі проекти.